# Edward Wright
Edward Wright, döpt 8 oktober 1561, död i november 1615, var en engelsk matematiker och kartografiker som är mest känd för sin bok Certaine Errors in Navigation (1599; 2:a upplagan, 1610).

### Artiklar
- Pumfrey, Stephen; Dawbarn, Frances (2004), ”Science and Patronage in England, 1570–1625: A Preliminary Study” (PDF), History of Science 42:  137–188, arkiverad från ursprungsadressen  den 2009-02-25, https://web.archive.org/web/20090225130259/http://www.shpltd.co.uk/pumfrey-dawbard.pdf.
- Wallis, P.J. (1976), ”Edward Wright”, i Gillespie, Charles Coulston, Dictionary of Scientific Biography, "14", New York, N.Y.: Charles Scribner's Sons, s. 513–515.

### Böcker
- Taylor, E[va] G[ermaine] R[imington] (1954), The Mathematical Practitioners of Tudor & Stuart England, Cambridge: Cambridge University Press, s. 181–182.
- Venn, John, comp. (1897), Biographical History of Gonville and Caius College, 1349–1897: Containing a List of All Known Members of the College, "1", Cambridge: Cambridge University Press, s. 88–89.